# Cratere Cailleux
Cailleux  è  un cratere lunare intitolato al geologo e paleontologo André Cailleux, che si trova addossato al bordo di sud-ovest del cratere Poincaré. Cailleux è situato nella parte meridionale dell'emisfero nascosto della Luna; più a sud-est si trova il cratere Lyman, mentre a ovest vi è il cratere Prandtl.
Il cratere è circolare e simmetrico, con un bordo rialzato e pareti interne marcate da numerosi piccoli impatti. La maggior parte del bordo interno digrada dolcemente verso il fondo e manca di terrazzamenti o altre caratteristiche. Al centro non vi sono strutture geologiche di rilievo, ad eccezione di qualche minuscolo cratere.